# الغاوى (قفل شمر)

تعديل مصدري - تعديل

الغاوى هي إحدى قرى عزلة الدانعي بمديرية قفل شمر التابعة لمحافظة حجة، بلغ تعداد سكانها 230 نسمة حسب تعداد اليمن لعام 2004.